# 라탄 (식물)

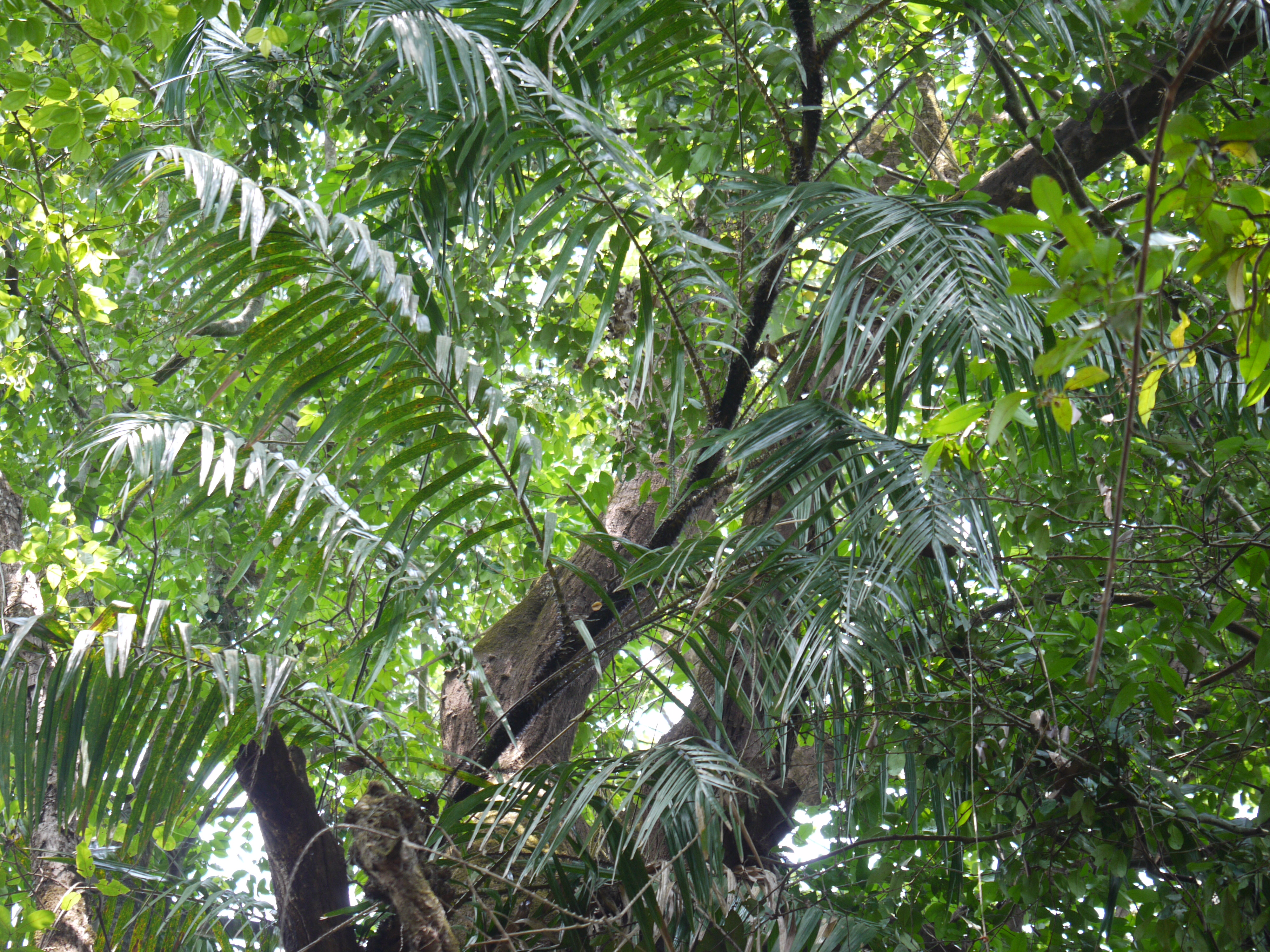

라탄(Rattan, 말레이어: rotan)은 수수야자아과에 속하는 약 600종의 구대륙 덩굴손의 이름이다. 라탄 야자나무종과 속의 가장 다양한 종은 동남아시아의 폐쇄형 임관층이 있는 원시림에 있지만 열대 아시아와 아프리카의 다른 지역에서도 발견할 수 있다. 대부분의 라탄 야자나무는 다른 야자나무 종과 달리 덩굴적인 습관으로 인해 생태학적으로 덩굴식물로 간주된다. 몇몇 종은 나무나 관목 같은 습관을 가지고 있다.
라탄 야자나무 종의 약 20%는 경제적으로 중요하며 전통적으로 동남아시아에서 고리버들 가구, 바구니, 지팡이, 직조 매트, 밧줄 및 기타 수공예품을 생산하는 데 사용된다.